# Arithmetische Gruppe
In der Mathematik spielen arithmetische Gruppen eine wichtige Rolle in der Zahlentheorie, Differentialgeometrie, Topologie, Algebraischen Geometrie und in der Theorie der Lie-Gruppen. Es handelt sich um arithmetisch definierte Gitter in Lie-Gruppen; klassische Beispiele sind die Modulgruppe {\displaystyle SL(2,\mathbb {Z} )} und allgemein die Gruppen {\displaystyle SL(n,\mathbb {Z} )} für {\displaystyle n\geq 2}. Arithmetizität ist stets in Bezug auf eine umgebende Lie-Gruppe definiert. Nach einem Satz von Margulis sind alle irreduziblen Gitter in halbeinfachen Lie-Gruppen vom Rang {\displaystyle \geq 2} ohne kompakten Faktor immer arithmetische Untergruppen.

## Definition
Sei {\displaystyle G} eine nichtkompakte halbeinfache Lie-Gruppe, {\displaystyle \Gamma \subset G} eine Untergruppe. {\displaystyle \Gamma } heißt arithmetisch, wenn es 
- eine über {\displaystyle \mathbb {Q} } definierte zusammenhängende lineare algebraische Gruppe {\displaystyle \mathrm {G} ^{\prime }\subset GL(n,\mathbb {C} )} und
- einen Isomorphismus {\displaystyle \phi :G/K\rightarrow \mathrm {G} ^{\prime }(\mathbb {R} )_{0}/K^{\prime }} (für geeignete kompakte Normalteiler {\displaystyle K,K^{\prime }})

gibt, so dass {\displaystyle \phi (\Gamma K)} kommensurabel zu {\displaystyle (\mathrm {G} (\mathbb {Z} )^{\prime }\cap \mathrm {G} ^{\prime }(\mathbb {R} )_{0})K^{\prime }} ist.
Anmerkung: Eine über {\displaystyle \mathbb {Q} } definierte lineare algebraische Gruppe ist – per Definition – eine durch Polynome mit rationalen Koeffizienten definierte Untergruppe {\displaystyle G\subset GL(n,\mathbb {C} )}. Wenn {\displaystyle \mathrm {G} } eine über {\displaystyle \mathbb {Q} } definierte lineare algebraische Gruppe ist, dann ist nach dem Satz von Borel und Harish-Chandra {\displaystyle \mathrm {G} (\mathbb {Z} )} ein Gitter in {\displaystyle \mathrm {G} (\mathbb {R} )}. Folglich ist jede arithmetische Gruppe ein Gitter in der Zusammenhangskomponente der umgebenden Lie-Gruppe.

## Beispiele
- Nach Definition ist klar, dass {\displaystyle SL(n,\mathbb {Z} )\subset SL(n,\mathbb {R} )} und auch zu {\displaystyle SL(n,\mathbb {Z} )} kommensurable Gruppen arithmetisch sind.

- Bezeichne {\displaystyle \mathbb {Z} \left[i\right]\subset \mathbb {C} } die Gruppe der ganzen Gaußschen Zahlen. {\displaystyle GL(n,\mathbb {Z} \left[i\right])} ist eine arithmetische Untergruppe von {\displaystyle GL(n,\mathbb {C} )}, denn es ist {\displaystyle \phi (GL(n,\mathbb {Z} \left[i\right])=\phi (GL(n,\mathbb {C} ))\cap GL(2n,\mathbb {Z} )} für die kanonische Einbettung {\displaystyle \phi :GL(n,\mathbb {C} )\rightarrow GL(2n,\mathbb {R} )}.

- Sei {\displaystyle SO(1,n)=\left\{g\in SL(n+1,\mathbb {R} ):gI_{1,n}g^{T}=I_{1,n}\right\}}, wobei {\displaystyle I_{1,n}} die Diagonalmatrix {\displaystyle I_{1,n}=diag(1,-1,-1,\ldots ,-1)} bezeichnet und sei {\displaystyle SO(1,n,\mathbb {Z} )=SO(1,n)\cap SL(n+1,\mathbb {Z} )}. Dann ist {\displaystyle SO(1,n,\mathbb {Z} )} eine arithmetische Untergruppe von {\displaystyle SO(1,n)}, denn {\displaystyle SO(1,n)} ist durch Polynome mit rationalen Koeffizienten definiert.

- Im Folgenden wollen wir die Definition auf eine Klasse von weniger offensichtlichen Beispielen anwenden, nämlich auf die Hilbertschen Modulgruppen.

Sei 
{\displaystyle k=Q\left[{\sqrt {D}}\right]=\left\{a+b{\sqrt {D}}:a,b\in \mathbb {Q} \right\}}
ein reeller quadratischer Zahlkörper – für eine quadratfreie ganze Zahl {\displaystyle D>0} mit {\displaystyle D\cong 3\ mod\ 4} – und {\displaystyle O_{k}\subset k} sein Ganzheitsring. Es gibt zwei durch {\displaystyle \sigma _{\pm }(a+b{\sqrt {D}})=a\pm b{\sqrt {D}}} definierte Einbettungen {\displaystyle \sigma _{\pm }:k\rightarrow \mathbb {R} } und dementsprechend zwei Einbettungen {\displaystyle \sigma _{\pm }:SL(2,k)\rightarrow SL(2,\mathbb {R} )}. 
Wir betrachten die halbeinfache Lie-Gruppe 
{\displaystyle G=SL(2,\mathbb {R} )\times SL(2,\mathbb {R} )}
und die Untergruppe 
{\displaystyle \Gamma =\left\{(\sigma _{+}(A),\sigma _{-}(A)):A\in SL(2,O_{k})\right\}\subset G}
und wollen zeigen, dass {\displaystyle \Gamma } eine arithmetische Gruppe ist.
Wir betrachten zunächst die algebraische Varietät
{\displaystyle \mathrm {H} :=\left\{{\begin{pmatrix}a&b\\c&d\end{pmatrix}}:d=a,c=bD\right\}\subset Mat(2,\mathbb {C} )}
und den durch
{\displaystyle \psi (a+b{\sqrt {D}})={\begin{pmatrix}a&b\\bD&a\end{pmatrix}}} definierten Homomorphismus :{\displaystyle \psi :k\rightarrow \mathrm {H} (\mathbb {Q} )\subset Mat(2,\mathbb {Q} )}.
Dann ist {\displaystyle \psi (O_{k})=\mathrm {H} (\mathbb {Z} )}. 
Wir bemerken, dass es einen bijektiven (additiven und multiplikativen) Homomorphismus {\displaystyle \Psi :\mathbb {R} \times \mathbb {R} \rightarrow \mathrm {H} (\mathbb {R} )} mit 
{\displaystyle \Psi \circ (\sigma _{+},\sigma _{-})=\psi },
also {\displaystyle \Psi (a+b{\sqrt {D}},a-b{\sqrt {D}})=\psi (a+b{\sqrt {D}})} für alle {\displaystyle a+b{\sqrt {D}}\in k} gibt, nämlich {\displaystyle \Psi (x,y)={\begin{pmatrix}{\frac {x+y}{2}}&{\frac {x-y}{2{\sqrt {D}}}}\\{\frac {x-y}{2}}{\sqrt {D}}&{\frac {x+y}{2}}\end{pmatrix}}}.
Nun betrachten wir die lineare algebraische Gruppe
{\displaystyle \mathrm {G} :=\left\{X={\begin{pmatrix}A&B\\C&D\end{pmatrix}}:A,B,C,D\in \mathrm {H} ,AD-BC={\begin{pmatrix}1&0\\0&1\end{pmatrix}}\right\}\subset GL(4,\mathbb {C} )}.
(Hier sind {\displaystyle A,B,C,D} 2x2-Blöcke in einer 4x4-Matrix.)
Wir definieren einen Gruppen-Homomorphismus
{\displaystyle \phi :SL(2,\mathbb {R} )\times SL(2,\mathbb {R} )\rightarrow \mathrm {G} (\mathbb {R} )\subset GL(4,\mathbb {R} )} durch {\displaystyle \phi \left({\begin{pmatrix}a&b\\c&d\end{pmatrix}},{\begin{pmatrix}a^{\prime }&b^{\prime }\\c^{\prime }&d^{\prime }\end{pmatrix}}\right)={\begin{pmatrix}\Psi (a,a^{\prime })&\Psi (b,b^{\prime })\\\Psi (c,c^{\prime })&\Psi (d,d^{\prime })\end{pmatrix}}}.
{\displaystyle \phi } bildet tatsächlich nach {\displaystyle \mathrm {G} (\mathbb {R} )} ab: offensichtlich liegen die Blöcke der Bildmatrizen in {\displaystyle \mathrm {H} }, außerdem ist {\displaystyle \Psi (a,a^{\prime })\Psi (d,d^{\prime })-\Psi (b,b^{\prime })\Psi (c,c^{\prime })={\begin{pmatrix}{\frac {\det(X)+\det(Y)}{2}}&{\frac {\det(X)-\det(Y)}{2{\sqrt {D}}}}\\{\frac {\det(X)-\det(Y)}{2}}{\sqrt {D}}&{\frac {\det(X)+\det(Y)}{2}}\end{pmatrix}}={\begin{pmatrix}1&0\\0&1\end{pmatrix}}} mit {\displaystyle X={\begin{pmatrix}a&b\\c&d\end{pmatrix}},Y={\begin{pmatrix}a^{\prime }&b^{\prime }\\c^{\prime }&d^{\prime }\end{pmatrix}}}.
Aus der Bijektivität von {\displaystyle \Psi } folgt, dass auch {\displaystyle \phi } bijektiv und mithin ein Isomorphismus ist.
Wegen {\displaystyle \phi (\Gamma )=\mathrm {G} (\mathbb {Z} )} beweist das die Arithmetizität von {\displaystyle \Gamma }.

## Arithmetische Untergruppen von SL(n,R)
Alle arithmetischen Untergruppen von {\displaystyle SL(n,\mathbb {R} )} kann man mittels Divisionsalgebren, mittels unitärer Gruppen oder mittels einer Kombination dieser beiden Methoden konstruieren.

### Divisionsalgebren
Sei {\displaystyle } eine Körpererweiterung von {\displaystyle \mathbb {Q} } mit {\displaystyle \left[F:\mathbb {Q} \right]=d} und sei {\displaystyle {\mathcal {O}}} der Ganzheitsring von {\displaystyle F}. Sei {\displaystyle j\in \mathbb {C} } mit {\displaystyle j^{d}\in \mathbb {Z} } und {\displaystyle jx=\eta (x)j} für das nichttriviale Element {\displaystyle \eta \in Gal(F/\mathbb {Q} )} und alle {\displaystyle x\in F}. 
Wir betrachten die Divisionsalgebra {\displaystyle D=F+Fj+Fj^{2}+\ldots +Fj^{d-1}} und {\displaystyle D_{\mathbb {Z} }={\mathcal {O}}+{\mathcal {O}}j+{\mathcal {O}}j^{2}+\ldots +{\mathcal {O}}j^{d-1}}. 
Dann ist {\displaystyle SL(n,D_{\mathbb {Z} })} eine arithmetische Untergruppe von {\displaystyle SL(dn,\mathbb {R} )}.

### Unitäre Gruppen
Sei {\displaystyle F=\mathbb {Q} \left[{\sqrt {r}}\right]} mit {\displaystyle r\in \mathbb {Z} } und sei {\displaystyle \eta \in Gal(F/\mathbb {Q} )} das nichttriviale Element der Galoisgruppe. Sei {\displaystyle A\in GL(n,F)} eine hermitesche Matrix.
Wir betrachten {\displaystyle SU(A,\eta ;F)=\left\{g\in SL(n,F):gA(\eta (g))^{T}=A\right\}}.
Dann ist {\displaystyle SU(A,\eta ;\mathbb {Z} \left[{\sqrt {r}}\right])=SU(A,\eta ;F)\cap SL(n,\mathbb {Z} \left[{\sqrt {r}}\right])} eine arithmetische Untergruppe von {\displaystyle SL(n,\mathbb {C} )}.

### Kombination
Sei {\displaystyle F=\mathbb {Q} \left[{\sqrt {r}}\right]} mit {\displaystyle r\in \mathbb {Z} } und sei {\displaystyle \eta \in Gal(F/\mathbb {Q} )} das nichttriviale Element. Sei {\displaystyle D} eine Divisionsalgebra über {\displaystyle F}, so dass {\displaystyle \eta } zu einem Antiautomorphismus von {\displaystyle D} fortgesetzt werden kann. Sei {\displaystyle A\in GL(n,D)} eine hermitesche Matrix, d. h. {\displaystyle (\eta (A))^{T}=A}. 
Dann ist {\displaystyle SU(A,\eta ;D_{\mathbb {Z} })} eine arithmetische Untergruppe von {\displaystyle SU(A,\eta ;D\otimes _{\mathbb {Q} }\mathbb {R} )}.

## Q-Rang und R-Rang

### Spaltende Tori
Sei {\displaystyle G\subset GL(n,\mathbb {C} )} eine algebraische Gruppe. Ein Torus ist eine abgeschlossene, zusammenhängende Untergruppe {\displaystyle T\subset G}, die (über {\displaystyle \mathbb {C} }) diagonalisierbar ist, das heißt, es gibt einen Basiswechsel {\displaystyle B\in GL(n,\mathbb {C} )}, so dass {\displaystyle BTB^{-1}} aus diagonalisierbaren Matrizen besteht.
Der Torus heißt {\displaystyle \mathbb {R} }-spaltend, wenn man {\displaystyle B\in GL(n,\mathbb {R} )} wählen kann. Zum Beispiel ist {\displaystyle SO(2)} kein {\displaystyle \mathbb {R} }-spaltender Torus in {\displaystyle SL(2,\mathbb {R} )}, die Gruppe der Diagonalmatrizen (mit Determinante 1) aber doch. Der {\displaystyle \mathbb {R} }-Rang einer algebraischen Gruppe ist die maximale Dimension eines {\displaystyle \mathbb {R} }-spaltenden Torus. Zum Beispiel ist {\displaystyle \mathbb {R} -rk(SL(n,\mathbb {R} ))=n-1} oder {\displaystyle \mathbb {R} -rk(SO(n))=0}.
Ein Torus heißt {\displaystyle \mathbb {Q} }-spaltend, wenn er über {\displaystyle \mathbb {Q} } definiert ist und man {\displaystyle B\in GL(n,\mathbb {Q} )} wählen kann.

### Q-Rang
Für eine arithmetische Gruppe {\displaystyle \Gamma \subset G} gibt es per Definition eine über {\displaystyle \mathbb {Q} } definierte zusammenhängende lineare algebraische Gruppe {\displaystyle \mathrm {G} } und einen Isomorphismus {\displaystyle \phi }, so dass (modulo kompakter Gruppen) das Bild von {\displaystyle \Gamma } zu {\displaystyle \mathrm {G} (\mathbb {Z} )\cap \mathrm {G} (\mathbb {R} )_{0}} isomorph ist. Der {\displaystyle \mathbb {Q} }-Rang von {\displaystyle \Gamma } wird definiert als die Dimension eines maximalen {\displaystyle \mathbb {Q} }-spaltenden Torus in {\displaystyle \mathrm {G} }. (Man beachte, dass {\displaystyle \mathbb {Q} -rk(\Gamma )} nur von {\displaystyle \mathrm {G} } abhängt, dass aber verschiedene arithmetische Untergruppen {\displaystyle \Gamma _{1},\Gamma _{2}\subset G} einer Lie-Gruppe {\displaystyle G} unterschiedlichen {\displaystyle \mathbb {Q} }-Rang haben können, weil die zu wählenden algebraischen Gruppen {\displaystyle \mathrm {G} _{1},\mathrm {G} _{2}} sich unterscheiden.)

### Beispiele
Man sieht leicht, dass {\displaystyle \mathbb {R} -rk(SL(2,\mathbb {R} )\times SL(2,\mathbb {R} ))=\mathbb {Q} -rk(SL(2,\mathbb {R} )\times SL(2,\mathbb {R} ))=2}. Die arithmetische Untergruppe {\displaystyle SL(2,\mathbb {Z} )\times SL(2,\mathbb {Z} )\subset SL(2,R)\times SL(2,\mathbb {R} )} hat also {\displaystyle \mathbb {Q} }-Rang {\displaystyle 2}. Der {\displaystyle \mathbb {Q} }-Rang der oben besprochenen Hilbertschen Modulgruppe ist hingegen der {\displaystyle \mathbb {Q} }-Rang der oben konstruierten Gruppe {\displaystyle \mathrm {G} :=\left\{X={\begin{pmatrix}A&B\\C&D\end{pmatrix}}:A,B,C,D\in \mathrm {H} ,\det(X)=1\right\}\subset GL(4,\mathbb {C} )}. Man kann zeigen, dass {\displaystyle \left\{diag(\lambda ,\lambda ,{\frac {1}{\lambda }},{\frac {1}{\lambda }}):\lambda \in \mathbb {R} ^{\times }\right\}} ein maximaler {\displaystyle \mathbb {Q} }-spaltender Torus in {\displaystyle \mathrm {G} (\mathbb {R} )} ist, mithin {\displaystyle \mathbb {Q} -rk(\Gamma )=\mathbb {Q} -rk(\mathrm {G} (\mathbb {R} ))=1}.

### Geometrische Interpretation
Sei {\displaystyle G} eine nichtkompakte halbeinfache Lie-Gruppe ohne kompakten Faktor, {\displaystyle K} eine maximal kompakte Untergruppe und {\displaystyle \Gamma \subset G} ein arithmetisches Gitter. Die Killing-Form definiert eine riemannsche Metrik auf {\displaystyle G/K}, man erhält einen symmetrischen Raum. Der {\displaystyle \mathbb {R} }-Rang von {\displaystyle G} lässt sich interpretieren als die Dimension eines maximalen flachen Unterraumes (d. h. einer einfach zusammenhängenden total-geodätischen Untermannigfaltigkeit mit Schnittkrümmung konstant {\displaystyle 0}) in {\displaystyle G/K}.
Der Quotient {\displaystyle X=\Gamma \backslash G/K} ist ein lokal symmetrischer Raum. Der {\displaystyle \mathbb {Q} }-Rang von {\displaystyle \Gamma } lässt sich interpretieren als die maximale Dimension eines flachen Unterraumes in einer endlichen Überlagerung von {\displaystyle X} oder als die kleinste Zahl {\displaystyle r}, so dass ganz {\displaystyle X} in endlichem Abstand von einer endlichen Vereinigung {\displaystyle r}-dimensionaler flacher Unterräume ist. Insbesondere ist {\displaystyle \mathbb {Q} -rk(\Gamma )=0}, falls {\displaystyle X} kompakt ist.

## Charakterisierung arithmetischer Gitter
Satz (Margulis): Ein irreduzibles Gitter {\displaystyle \Gamma \subset G} in einer halbeinfachen Lie-Gruppe {\displaystyle G} ist arithmetisch dann und nur dann, wenn {\displaystyle \Gamma } unendlichen Index in seinem Kommensurator hat, also wenn {\displaystyle [\operatorname {comm} _{G}(\Gamma ):\Gamma ]=\infty }.

## Arithmetizitäts-Satz von Margulis
Satz: Sei {\displaystyle G} eine halbeinfache Lie-Gruppe ohne kompakten Faktor mit {\displaystyle \mathbb {R} -rk(G)\geq 2}. Dann ist jedes irreduzible Gitter {\displaystyle \Gamma \subset G} arithmetisch.
Erläuterungen: Ein Gitter ist eine diskrete Untergruppe {\displaystyle \Gamma \subset G} mit {\displaystyle vol(\Gamma \backslash G)<\infty }, wobei das Volumen bzgl. des Haarmaßes berechnet wird. Ein Gitter heißt irreduzibel, falls es keine Zerlegung {\displaystyle G=G_{1}\times G_{2},\Gamma =\Gamma _{1}\times \Gamma _{2}} mit Gittern {\displaystyle \Gamma _{1}\subset G_{1},\Gamma _{2}\subset G_{2}} gibt.
Margulis bewies diesen Satz als eine Folgerung aus dem von ihm bewiesenen Superstarrheitssatz.